# Torrefacción

La torrefacción elimina la humedad y los volátiles de la biomasa, dejando el bio-carbón.

La torrefacción de la biomasa, por ejemplo, la madera o el grano, es una forma leve de pirólisis a temperaturas habitualmente comprendidas entre 200 y 320 °C. Modifica las propiedades de la biomasa para proporcionar una mejor calidad de combustible para aplicaciones de combustión y gasificación. Produce un producto seco sin actividad biológica como la descomposición. La torrefacción combinada con la densificación frecuentemente da lugar a un combustible con un poder calorífico inferior (PCI) mayor de 20 GJ/ton . La torrefacción hace que el material experimente reacciones de Maillard. 
La biomasa puede ser una importante fuente de energía. Sin embargo, la naturaleza proporciona una gran diversidad de biomasa con diferentes características. Para crear cadenas energéticas altamente eficientes, la torrefacción de la biomasa en combinación con la densificación (peletización o briquetado) es un paso prometedor para superar la economía logística en soluciones de energía sostenible a gran escala, es decir, facilitar su transporte y almacenamiento. Los pellets o briquetas son más ligeros, secos y más estables en almacenamiento que la biomasa de la que se derivan. 

## Proceso
La torrefacción es un tratamiento termoquímico de la biomasa en 200 a 320 °C (392 a 608 °F). Se realiza bajo presión atmosférica y en ausencia de oxígeno, es decir, sin aire. Durante el proceso de torrefacción, el agua contenida en la biomasa y los volátiles superfluos se liberan, y los biopolímeros (celulosa, hemicelulosa y lignina) se descomponen parcialmente, desprendiendo varios tipos de volátiles. El producto final es el material sólido, seco y ennegrecido restante que se conoce como biomasa torrefactada o biocarbón. 
Durante el proceso, la biomasa generalmente pierde el 20 % de su masa (base seca) y el 10 % de su valor de calentamiento, sin un cambio apreciable en el volumen. Esta energía (las sustancias volátiles) se puede utilizar como combustible de calefacción para el proceso de torrefacción. Después de que la biomasa se torrefacte, se puede densificar, generalmente en briquetas o gránulos utilizando equipos de densificación convencionales, para aumentar su densidad de masa y energía y mejorar sus propiedades hidrofóbicas. El producto final puede repeler el agua y, por lo tanto, puede almacenarse en aire húmedo o lluvia sin un cambio apreciable en el contenido de humedad o el valor de calentamiento, a diferencia de la biomasa original. 
La torrefacción data de principios del siglo XIX y los gasificadores se utilizaron a gran escala durante la Segunda Guerra Mundial.

## Valor añadido de la biomasa torrefactada
La biomasa torrefactada y densificada tiene varias ventajas en diferentes mercados, lo que la convierte en una opción competitiva en comparación con los pellets de madera de biomasa convencionales. 
Mayor densidad de energía: 
Una densidad de energía de 18 a 20 GJ/m³, en comparación con el contenido de calor de 26 a 33 GJ por tonelada de carbón de antracita natural, se puede lograr cuando se combina con la densificación (granulación o briquetas) en comparación con los valores de 10 a 11 GJ/m³ para biomasa bruta, lo que lleva a una reducción de 40 a 50 % en los costos de transporte. La granulación o la formación de briquetas principalmente aumenta la densidad de energía. La torrefacción sola disminuye la densidad de energía, aunque hace que el material sea más fácil de convertir en pellets o briquetas.
Composición más homogénea: 
La biomasa torrefactada se puede producir a partir de una amplia variedad de materias primas de biomasa crudas que producen propiedades de producto similares. La mayor parte de la biomasa leñosa y herbácea está formada por tres estructuras poliméricas principales: celulosa, hemicelulosa y lignina. En conjunto estos se llaman lignocelulosa. La torrefacción elimina principalmente la humedad y los grupos funcionales ricos en oxígeno y en hidrógeno a partir de estas estructuras. Por lo tanto, la mayoría de los combustibles de biomasa, independientemente de su origen, producen productos torrefados con propiedades similares, con la excepción de las propiedades de las cenizas, que reflejan en gran medida el contenido y la composición originales de las cenizas de combustible.
Comportamiento hidrofóbico: 
La biomasa torrefactada tiene propiedades hidrofóbicas, es decir, repele el agua y, cuando se combina con la densificación, hace que el almacenamiento masivo al aire libre sea factible.
Eliminación de la actividad biológica: 
Toda la actividad biológica se detiene, lo que reduce el riesgo de incendio y detiene la descomposición biológica como la descomposición.
Triturabilidad mejorada: 
La torrefacción conduce a una mejor capacidad de molienda de la biomasa. Esto conduce a una combustión más eficiente en las centrales eléctricas de carbón existentes o a la gasificación por flujo arrastrado para la producción de productos químicos y combustibles para el transporte.

## Mercados de biomasa torrefactada
La biomasa torrefactada tiene valor agregado para diferentes mercados. La biomasa en general proporciona una ruta de bajo costo y bajo riesgo para reducir las emisiones de CO2. Cuando se necesitan grandes volúmenes, la torrefacción puede hacer que el precio de la biomasa de fuentes distantes sea competitivo porque el material más denso es más fácil de almacenar y transportar. 
Madera en polvo combustible: 
- El polvo de madera torrefactada se puede moler en un polvo fino y, cuando se comprime, simula el gas licuado de petróleo (GLP).

Co-combustión a gran escala en centrales eléctricas de carbón: 
- Resulta en menores costos de manejo;
- Permite mayores tasas de cocción;
- El producto se puede entregar en una gama de PCI (20–25 GJ/ton) y tamaños (briquetas, pellets).
- Conduce a la reducción de las emisiones netas de las centrales eléctricas.

Producción de acero: 
- La biomasa fibrosa es muy difícil de desplegar en hornos;
- Para reemplazar el carbón de inyección, el producto de biomasa debe tener un PCI de más de 25 GJ/ton.

Calefacción residencial/descentralizada: 
- Un porcentaje relativamente alto de transporte sobre ruedas en la cadena de suministro hace que la biomasa sea cara. El aumento de la densidad de energía volumétrica disminuye los costos;
- El espacio de almacenamiento limitado aumenta la necesidad de una mayor densidad volumétrica;
- El contenido de humedad es importante ya que la humedad conduce al humo y al olfato.

Biomasa a líquidos: 
- Resulta en menores costos de manejo.
- La biomasa torrefactada sirve como materia prima "limpia" para la producción de combustibles para el transporte (proceso Fischer-Tropsch), lo que reduce los costes de producción.

Usos varios: 
- CF Martin & Co. utiliza la torrefacción para obtener una madera más estable dimensionalmente para las partes de guitarra que la que ofrece el secado tradicional al horno o el secado al aire, lo que da como resultado que las partes de guitarra que afirman sean similares a las piezas de madera más antiguas. Afirman que "creemos que esto nos permite aproximarnos al tono de una guitarra antigua".[7]

## Otras lecturas
- "Torrefied Polvo De Madera Para Propano"; «About Us». Summerhill Biomass Systems, Inc. Archivado desde el original el 14 de octubre de 2011. Consultado el 29 de febrero de 2012.
- Zwart, RWR; “Control de calidad de torrefacción basado en los requisitos logísticos y del usuario final”, informe de ECN, ECN-L — 11-107
- Verhoeff, F .; Adell, A .; Boersma, AR; Pels, JR; Lensselink, J .; Kiel, JA; Schukken, H .; “TorTech: la torrefacción como tecnología clave para la producción de combustibles (sólidos) a partir de biomasa y residuos”, informe de ECN, ECN-E - 11-039
- Bergman, PCA; Kiel, JHA, 2005, "Torrefaction for modern biomasa", informe de ECN, ECN-RX — 05-180
- Bergman, PCA; Boersma, AR; Zwart, RWR; Kiel, JAI, 2005, “Desarrollo de la torrefacción para la combustión conjunta de biomasa en las centrales eléctricas de carbón existentes”, informe de ECN ECN-C — 05-013
- Bergman, PCA, 2005, “Combinación de torrefacción y peletización: el proceso TOP”, Informe de ECN, ECN-C — 05-073
- Bergman, PCA; Boersma, AR; Kiel, JA; Prins, MJ; Ptasinski, KJ; Janssen, FGGJ, 2005, “Biomasa torrefada para la gasificación de biomasa por flujo atrapado”, Informe de ECN ECN-C-05-026.

- Datos: Q908322